# Washington Redskins 1986
La stagione 1986 dei Washington Redskins è stata la 55ª della franchigia nella National Football League e la 50ª a Washington. La squadra migliorò il record di 10–6 del 1985 e fece ritorno ai playoff dopo l'assenza dell'anno precedente, terminando con un bilancio di 12-4 al secondo posto della NFC East. Nel primo turno batterono i Los Angeles Rams in casa dopo di che eliminarono a sorpresa i Chicago Bears campioni in carica. La stagione si concluse in finale di conference, dove furono eliminati dai loro rivali di division, i New York Giants.

## Roster
| Roster dei Washington Redskins nel 1986 |
| --- |
| Quarterback - 11 Mark Rypien - 10 Jay Schroeder - 17 Doug Williams Running Back - 35 Keith Griffin PR - 31 Ken Jenkins PR - 38 George Rogers - 24 Kelvin Bryant - 29 Reggie Branch - 26 Rick Badanjek - 30 Dwight Garner KR Wide Receiver - 84 Gary Clark - 81 Art Monk - 46 Ricky Sanders - 88 Derek Holloway - 83 James Noble - 89 Clarence Verdin - 80 Eric Yarber Tight End - 86 Clint Didier - 87 Terry Orr - 85 Don Warren - 82 Anthony Jones - 88 Todd Frain Offensive Linemen - 53 Jeff Bostic C - 68 Russ Grimm C - 66 Joe Jacoby T - 73 Mark May T - 63 Raleigh McKenzie G - 69 R.C. Thielemann G - 60 Dan McQuaid T/G - 76 Ron Tilton G Defensive Linemen - 65 Dave Butz DT - 77 Darryl Grant DT - 72 Dexter Manley DE - 77 Darryl Grant DT - 71 Charles Mann DE - 74 Markus Koch - 78 Dean Hamel DT - 64 Steve Hamilton DE - 67 Tom Beasley Linebacker - 55 Mel Kaufman LLB - 57 Rich Milot - 52 Neal Olkewicz MLB - 51 Monte Coleman - 56 Calvin Daniels - 54 Joe Krakoski - 59 Jeff Paine - 59 Angelo Snipes - 58 Shawn Burks Defensive Back - 32 Vernon Dean CB - 28 Darrell Green CB - 48 Ken Coffey SS - 23 Todd Bowles - 40 Alvin Walton - 45 Barry Wilburn CB - 22 Curtis Jordan FS - 41 Tim Morrison CB Special Team - 12 Steve Cox P - 3 Mark Moseley K - 14 Max Zendejas K - 4 Jess Atkinson K |
| Legenda - I rookie sono in corsivo. - Il primo ruolo è il principale mentre gli eventuali successivi indicano i ruoli secondari. - (IR) sta per Injured Reserve ed indica la lista ristretta per un solo giocatore infortunato che può tornare ad allenarsi dopo la settimana 6 e a rientrare in prima squadra dopo che questa ha giocato 8 partite. - (NF-Inj.) / (NF-Ill.) stanno rispettivamente per Non-Football Injured e Non-Football Illness ed indicano le liste dove viene inserito un giocatore che ha un infortunio o una malattia non dipendente dal football americano. - (PUP) sta per Physically Unable to Perform ed indica la lista dove viene inserito un giocatore mentre è in attesa di recuperare la condizione fisica. Nella stagione regolare dopo la sesta partita giocata dalla propria squadra, il giocatore ha tempo tre settimane per riprendere ad allenarsi, più tre settimane aggiuntive dal suo rientro agli allenamenti per rientrare in prima squadra. |

## Calendario
| Stagione regolare |              |                        |           |        |                        |          |         |
| Turno             | Data         | Avversario             | Risultato | Record | Stadio                 | Pubblico | Sintesi |
| 1                 | 7 settembre  | Philadelphia Eagles    | V 41–14   | 1–0    | RFK Stadium            | 53,982   | Recap   |
| 2                 | 14 settembre | Los Angeles Raiders    | V 10–6    | 2–0    | RFK Stadium            | 55,235   | Recap   |
| 3                 | 21 settembre | at San Diego Chargers  | V 30–27   | 3–0    | Jack Murphy Stadium    | 57,853   | Recap   |
| 4                 | 28 settembre | Seattle Seahawks       | V 19–14   | 4–0    | RFK Stadium            | 54,157   | Recap   |
| 5                 | 5 ottobre    | at New Orleans Saints  | V 14–6    | 5–0    | Louisiana Superdome    | 57,378   | Recap   |
| 6                 | 12 ottobre   | at Dallas Cowboys      | S 6–30    | 5–1    | Texas Stadium          | 63,264   | Recap   |
| 7                 | 19 ottobre   | St. Louis Cardinals    | V 28–21   | 6–1    | RFK Stadium            | 53,494   | Recap   |
| 8                 | 27 ottobre   | at New York Giants     | S 20–27   | 6–2    | Giants Stadium         | 75,923   | Recap   |
| 9                 | 2 novembre   | Minnesota Vikings      | V 44–38   | 7–2    | RFK Stadium            | 51,928   | Recap   |
| 10                | 9 novembre   | at Green Bay Packers   | V 16–7    | 8–2    | Lambeau Field          | 47,728   | Recap   |
| 11                | 17 novembre  | San Francisco 49ers    | V 14–6    | 9–2    | RFK Stadium            | 54,774   | Recap   |
| 12                | 23 novembre  | Dallas Cowboys         | V 41–14   | 10–2   | RFK Stadium            | 55,642   | Recap   |
| 13                | 30 novembre  | at St. Louis Cardinals | V 20–17   | 11–2   | Busch Memorial Stadium | 35,637   | Recap   |
| 14                | 7 dicembre   | New York Giants        | S 14–24   | 11–3   | RFK Stadium            | 55,642   | Recap   |
| 15                | 13 dicembre  | at Denver Broncos      | S 30–31   | 11–4   | Mile High Stadium      | 75,905   | Recap   |
| 16                | 21 dicembre  | at Philadelphia Eagles | V 21–14   | 12–4   | Veterans Stadium       | 61,816   | Recap   |

Nota: gli avversari della propria division sono in grassetto.

### Playoff
| Playoff          |                 |                        |           |                |          |         |
| Turno            | Data            | Avversario             | Risultato | Stadio         | Pubblico | Sintesi |
| Wild Card        | 28 dicembre     | Los Angeles Rams (5)   | V 19–7    | RFK Stadium    | 54,180   | Recap   |
| Divisional       | 3 gennaio 1987  | at Chicago Bears (2)   | V 27–13   | Soldier Field  | 65,141   | Recap   |
| NFC Championship | 11 gennaio 1987 | at New York Giants (1) | S 0–17    | Giants Stadium | 76,633   | Recap   |

## Classifiche
| NFC East               |    |    |   |      |       |        |     |     |     |
|                        | V  | S  | P | %    | DIV   | CONF   | PF  | PS  | STR |
| New York Giants(1)     | 14 | 2  | 0 | .875 | 7–1   | 11–1   | 371 | 236 | V9  |
| Washington Redskins(4) | 12 | 4  | 0 | .750 | 5–3   | 9–3    | 368 | 296 | V1  |
| Dallas Cowboys         | 7  | 9  | 0 | .438 | 5–3   | 6–6    | 346 | 337 | S5  |
| Philadelphia Eagles    | 5  | 10 | 1 | .344 | 1–6–1 | 3–8–1  | 256 | 312 | S1  |
| St. Louis Cardinals    | 4  | 11 | 1 | .281 | 1–6–1 | 3–10–1 | 218 | 351 | V1  |